# Thomas Quinn Curtiss
 (juillet 2019).
Si vous disposez d'ouvrages ou d'articles de référence ou si vous connaissez des sites web de qualité traitant du thème abordé ici, merci de compléter l'article en donnant les références utiles à sa vérifiabilité et en les liant à la section « Notes et références ».
Thomas Quinn Curtiss, né le 21 juin 1915 à New York et décédé le 17 juillet 2000 à Poissy (France), était un critique dramatique, un scénariste et un comédien américain.

## Biographie
Fils de Roy A. Curtiss et d'Ethel Quinn, il est diplômé de la Browning School de New York (1933) et part étudier le cinéma et le théâtre à Vienne et à Moscou, où il travaille avec le réalisateur Eisenstein.
À l'été 1937, il fait la connaissance à Budapest de l'écrivain allemand Klaus Mann et voyage avec lui à travers l'Europe. Leur liaison, entrecoupée de séparations de plusieurs mois liées à leurs voyages, dure jusqu'au début des années 1940, époque où « Tomski », comme l'appelle Klaus Mann dans son journal, quitte son ami.
Pendant la Seconde Guerre mondiale, Curtiss s'engage dans le 7e régiment de New York et stationne auprès du Supreme Headquarters Allied Expeditionary Force (SHAEF) en Europe en 1944, puis avec la 8e Air Force américaine. Il est fait chevalier de la Légion d'honneur par le général de Gaulle.
Après la guerre, il devient critique cinématographique et théâtral pour divers journaux et magazines, notamment le New York Herald Tribune, le New York Times et Variety, avant de rejoindre l'International Herald Tribune jusqu'à sa mort.
Curtiss s'installe durablement à Paris, où il rencontre régulièrement acteurs et réalisateurs. Il a écrit plusieurs livres, notamment Erich von Stroheim en 1970, devenant le biographe officiel du comédien, qu'il admire depuis sa jeunesse. Il a écrit l'adaptation scénaristique de la pièce d'Eugene O'Neill, The Iceman Cometh (1973), et joué dans le documentaire The Man You Loved to Hate (1980), consacré à la vie de Stroheim. et Preston Sturges: The Rise and Fall of an American Dreamer (1990).